# Ohio (píseň)
„Ohio“ je píseň, jejímž autorem je kanadský hudebník Neil Young. Poprvé ji nahrál se skupinou Crosby, Stills, Nash and Young v květnu 1970 a vyšla o měsíc později jako singl (na straně B byla píseň „Find the Cost of Freedom“, jejímž autorem byl Stephen Stills). V žebříčku Billboard Hot 100 se singl umístil na čtrnácté příčce. Roku 1974 píseň vyšla na kompilaci So Far skupiny Crosby, Stills, Nash & Young a tři roky poté na Youngově kompilaci Decade. Neil Young píseň hrál i při svých vlastních koncertech; roku 2007 například vyšla koncertní nahrávka skladby „Ohio“ na jeho albu Live at Massey Hall 1971 nahraném v roce 1971.
Young píseň napsal poté, co byli počátkem května 1970 na universitě v Kentu v americkém státě Ohio zastřeleni čtyři studenti protestující proti válce ve Vietnamu. V původní studiové verzi písně z roku 1970 hrají Neil Young (zpěv, kytara), Stephen Stills (zpěv, kytara), David Crosby (zpěv, kytara) a Graham Nash (zpěv) doplněni o studiové hudebníky Calvina Samuelse (baskytara) a Johna Barbatu (bicí).